# Peștera Clopot
Peștera Clopot (monument al naturii) este o arie naturală ce corespunde categoriei a III-a IUCN (rezervație naturală de tip speologic), situată în județul Vâlcea, pe teritoriul administrativ al orașului Băile Olănești.

## Descriere
Aria protejată se află în Munții Căpățânii, la o altitudine de 1.050 m, în bazinul superior al râului Cheii și are o suprafață de 0,10 hectare.
Rezervația naturală inclusă în Parcul Național Buila-Vânturarița a fost declarată arie protejată prin Legea Nr.5 din 6 martie 2000 (privind aprobarea Planului de amenajare a teritoriului național - Secțiunea a III-a - zone protejate) și reprezintă o cavitate (peșteră) în versantul văii Cheii, cu o galerie ce adăpostește cele mai mari forme concreționare sub formă de stalagmite, aflate pe teritoriul județului Vâlcea.